# Calle Balborraz

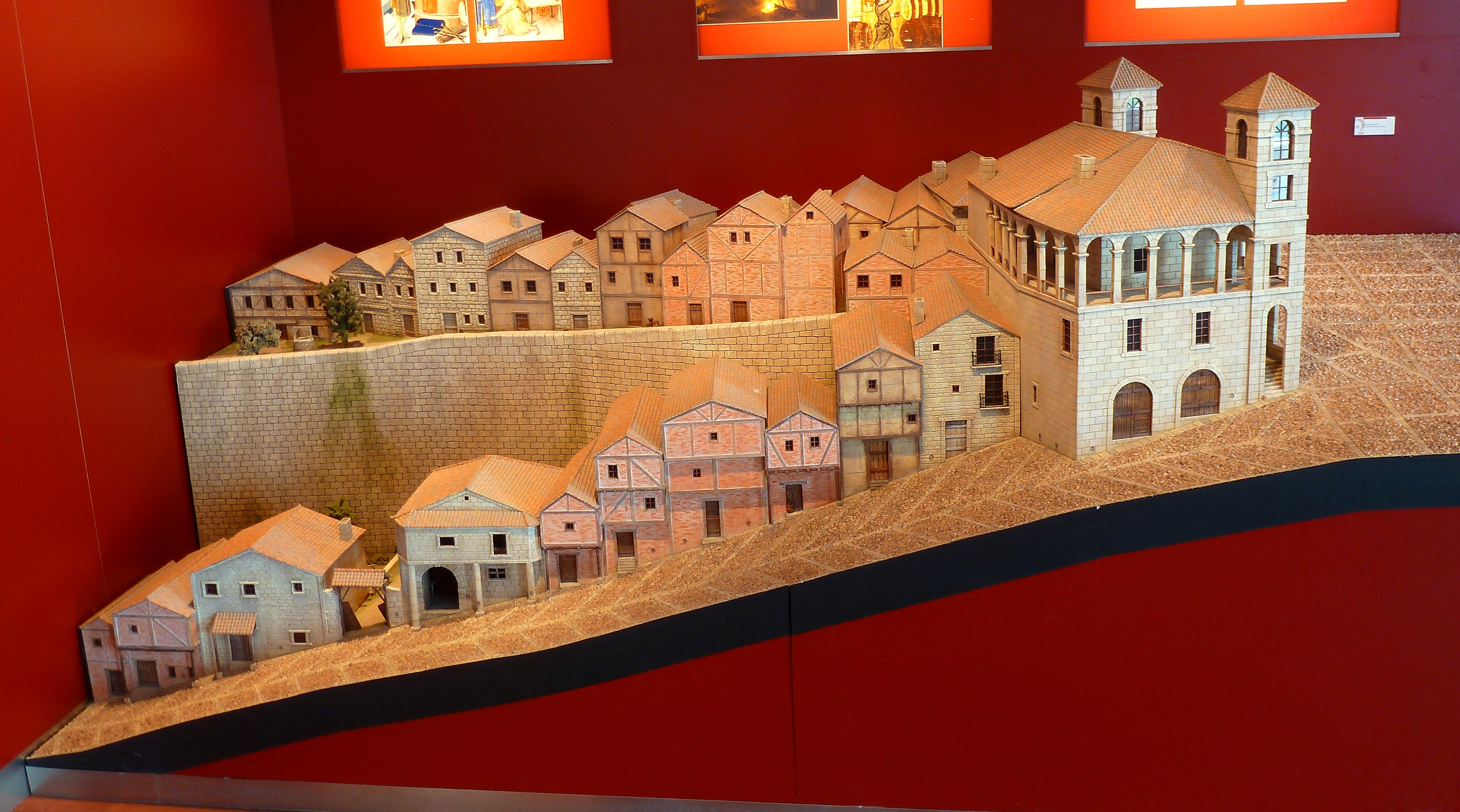
Maqueta que recrea el aspecto de la calle Balborraz en la Edad Media en el Centro de Interpretación de las Ciudades Medievales.

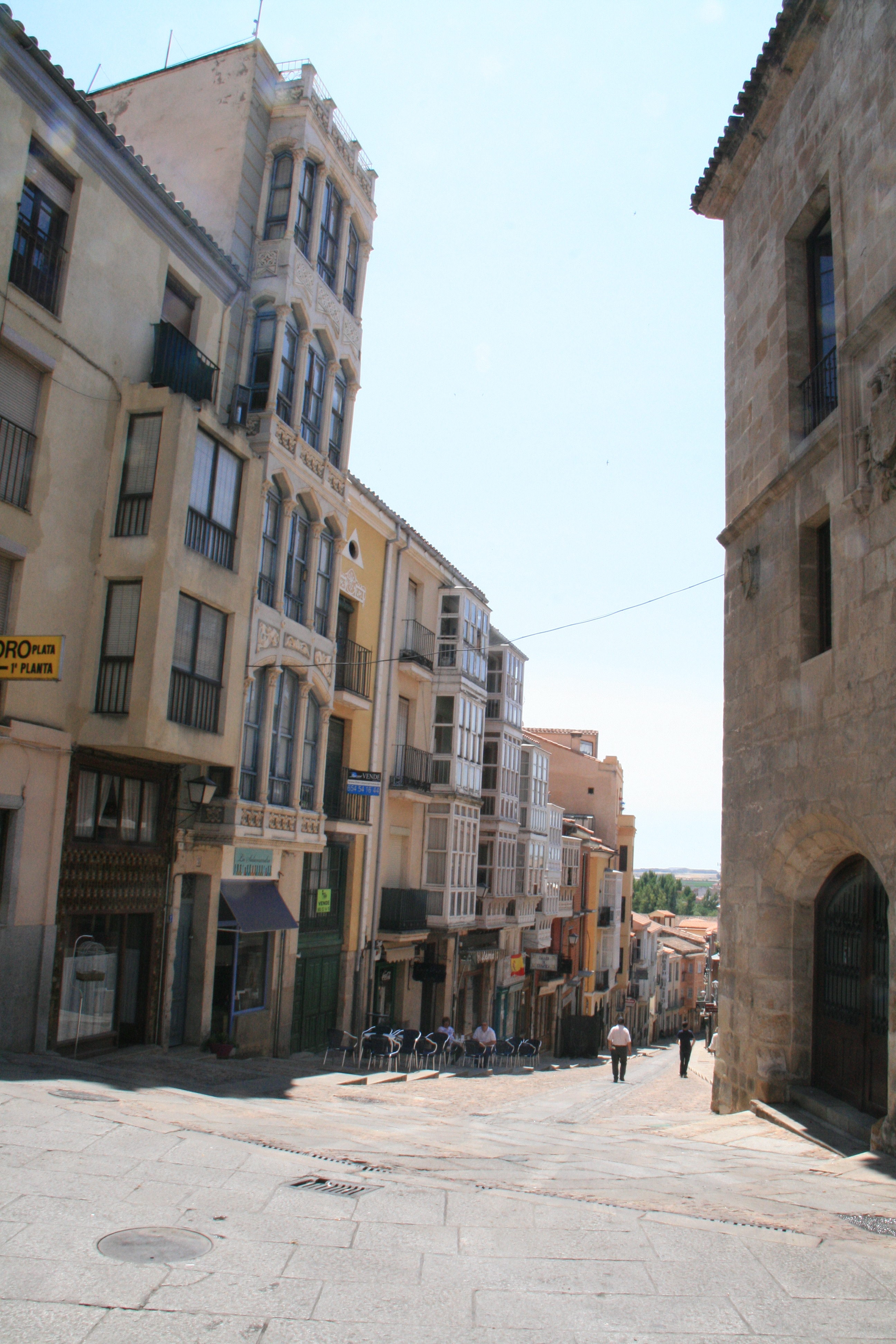
Calle desde la plaza Mayor.

La calle Balborraz es una de las calles más antiguas de Zamora. Se encuentra ubicada en el casco histórico de la ciudad y tiene su inicio en la plaza Mayor. La calle se denomina Balborraz del árabe "bab al ras" que se traduce como "puerta de la cabeza". Esta denominación proviene de la época del siglo X en el que se produjo el la batalla denominada día de Zamora. Existía una puerta del mismo nombre que la calle, abierta sobre la murallas y que fue demolida en el año 1555 por amenazar ruina. La calle reúne una estampa puramente tradicional y artesana. Por su trazado han procesionado algunas de las comitivas más importantes de la Semana Santa. Vía de acceso al centro económico-administrativo de la ciudad desde el otro lado del río.

## Características
La calle supone una bajada en cuesta desde la Plaza hasta el Duero. Enlaza desde la plaza Mayor, adyacente al Ayuntamiento Viejo la calle baja en cuesta pronunciada hasta enlazar, sin solución de continuidad, hasta la calle de la Plata. De recorrido quebrado y anchura variable. Es desde el siglo X una calle de artesanos que enlazaba la judería vieja con el casco antiguo de Zamora. Los artesanos más típicos: caldereros, carpilleros, alfamareros, herreros, laneros, lateros. La Puerta de Balborraz estuvo desde el siglo X en la calle que dio su nombre y en su dintel existía la cabeza esculpida de Ahmed-ben-Moavia (Posiblemente origen etimológico del nombre de la puerta). Existe en un lado de calle una placa conmemorativa al centenario del imaginero coresano Ramón Álvarez Prieto (La lápida pone Ramón "Álvarez Moretón" por error). En honor al taller que tuvo allí este coresano. Otro ilustre vecino de la calle (en el nº 16) vivió Manuel Boizas López escritor y erudito de la ciudad. Antaño vivió Men Rodríguez de Sanabria mayordomo real de Pedro I. En el número 54 estuvo un palacio denominado de las golondrinas.
Algunas de las ferias importantes de la ciudad como anual de san Pedro se han celebrado en la calle, mercado de trillos. La mayoría de las casas actuales son de finales del siglo XIX, comienzos del XX. La aparición de nuevos medios de locomoción, incompatibles con la fuerte pendiente de la calle desplazó su protagonismo comercial. La rehabilitación realizada en la calle a mediados de los años noventa fue premiada por Europa Nostra en el año 1997, mantiene parte de los elementos su antigua calzada.

## Arquitectura
Se encuentran dos ejemplos de arquitectura modernista de Zamora en la calle Balborraz. Estos dos edificios son obra del entonces arquitecto municipal Francesc Ferriol Carreras, principal exponente del modernismo en dicha ciudad.
Ambas casas presentan las características propias del arte modernista asociadas a la arquitectura y al estilo propio del arquitecto Francesc Ferriol : la Verticalidad, la ornamentación profusa y minuciosa, los motivos florales y vegetales y la utilización de las líneas curvas.
Estos dos edificios que datan de principios de siglo XX son:
- La casa de Mariano López fundada en 1908
- La casa de Faustina Leirado fundada en 1910.